# Odnodvortsi
Odnodvortsi var en privilegierad klass bönder i Ryssland som i utbyte mot sina privilegier var förpliktade till krigstjänst. Den uppkom på 1500-talet och avskaffades som privilegierad klass 1866.

## Karaktäristik
Odnodvortsi var fria människor och ägde sin jord med äganderätt. Jorden ärvdes genom primogenitur och kunde överlåtas till andra medlemmar av samma klass. De hade även rätt att äga livegna. I detta liknade de adeln. Till skillnad från adeln var de dock skattskyldiga. Odnodvortsi intog en mellanställning mellan adeln och den oprivilegierade allmogen. Jordinnehavet utgjordes av några tiotals hektar åker och i princip ett liveget hushåll som arbetskraft. I praktiken var det dock mycket få av odnodvortsi som ägde livegna. På 1830-talet hade klassen cirka 1 miljon medlemmar vilka endast ägde 11 500 livegna.

## Krigstjänst
Manliga medlemmar av klassen var under sjuttonhundratalet förpliktade till 15 års krigstjänst. De bildade lantmilisförband som verkade i gränstrakterna för att bekämpa tatariska infall. Efter lantmilisens avskaffande i slutet av 1700-talet bestämde de lokala församlingarna vilka unga män som skulle träda i krigstjänst. De tjänstgjorde då vid kyrassiärerna och dragonerna eller vid Izmajlovska gardesregementet. På en gård med tre söner, kunde till exempel två bli soldater och en ärva gården och sköta familjens ekonomi. Under 1800-talet kunde den som uttogs för krigstjänst värva ersättare och slippa att personligen inställa sig. I det militära kunde de bli underofficerare efter fem års tjänst. Söner till odnodvortsi användes ofta som militära kolonister i de ryska, ukrainska, kaukasiska och sibiriska gränstrakterna. Deras privilegier och krigstjänstskyldighet överfördes därigenom till nya områden.

## Kultur
Odnodvortsi bildade en subetnisk grupp inom den ryska allmogen. De hade egna traditioner inom klädedräkt och folklore och ett eget språkbruk som avvek från de omgivande böndernas, bland annat genom litauiska inslag i vissa trakter. Äktenskapen var oftast endogama inom klassen. Gårdarna var välskötta och snygga, omgivna med plank eller stengärdesgårdar. Maten var inte bara bättre än böndernas utan hade också många traditionella inslag och var omgiven med många seder vilka saknades hos allmogen. Relationerna med adeln och överheten utmärktes av stor självkänsla grundad på odnodvortsis ställning som fria män och jordägare.

## Avveckling
Rätten att äga livegna avskaffades för odnodvortsi 1840. Efter livegenskapens avskaffande 1861 blev odnodvortsis ställning en social anomali och deras privilegier avskaffades 1866. Många odnodvortsi överfördes då till kosackklassen.